# Saint-Martin-de-Commune
Saint-Martin-de-Commune é uma comuna francesa na região administrativa de Borgonha-Franco-Condado, no departamento Saône-et-Loire. Estende-se por uma área de 14,86 km². Em 2010 a comuna tinha 109 habitantes (densidade: 7,3 hab./km²).